# Алексеевка (Моршанский район)
Алексеевка — деревня в Моршанском районе Тамбовской области России. 
Входит в Екатериновский сельсовет.

## География
Расположена на реке Тяновка, в 27 км к северо-западу от центра города Моршанск и в 97 км к северу от центра Тамбова.
К северу находится деревня Крутая, к западу — Апушка.

## Население
| 2002 | 2010 |
| ---- | ---- |
| 379  | ↘377 |

Согласно результатам переписи 2002 года, в национальной структуре населения русские составляли 99 % от жителей.